# Heilige-Familiekerk (Amsterdam)
De Heilige-Familiekerk is een kerkgebouw in Amsterdam-Oost. Ze staat aan de noordrand van tuindorp Betondorp in Watergraafsmeer
Deze Rooms-katholieke kerk verrees vanaf 22 mei 1951 aan het eind van de Zaaiersweg, daar waar zij via een slinger aansluit op de Rozenburglaan. Ze werd in gebruik genomen op 15 juli 1952 en op 28 augustus 1952 ingewijd door monseigneur Johannes Petrus Huibers van Bisdom Haarlem-Amsterdam. De kerk is ontworpen door Hugo Anthonius van Oerle en J.J. Schrama.
Bijzonder is dat Betondorp veel woninkjes kent die een buitenschild hebben van wit beton, terwijl een minderheid van de gebouwen een uiterlijk hebben van rood baksteen. Deze kerk kreeg in eerste instantie het witte uiterlijk van de buurt mee; ze dankte daaraan haar bijnaam "Het Witte Kerkje". In 1962 werd die witte laag verwijderd waardoor ze sindsdien in de categorie baksteen gebouw valt. Het gebouw heeft een asymmetrisch geplaatste klokkentoren; deze blijkt echter wel in de as te staan van de Veeteeltstraat.
Boven de ingang is het reliëf Heilige Familie te zien van Cephas Stauthamer.
Het kreeg in maart 2014 de status van gemeentelijk monument.

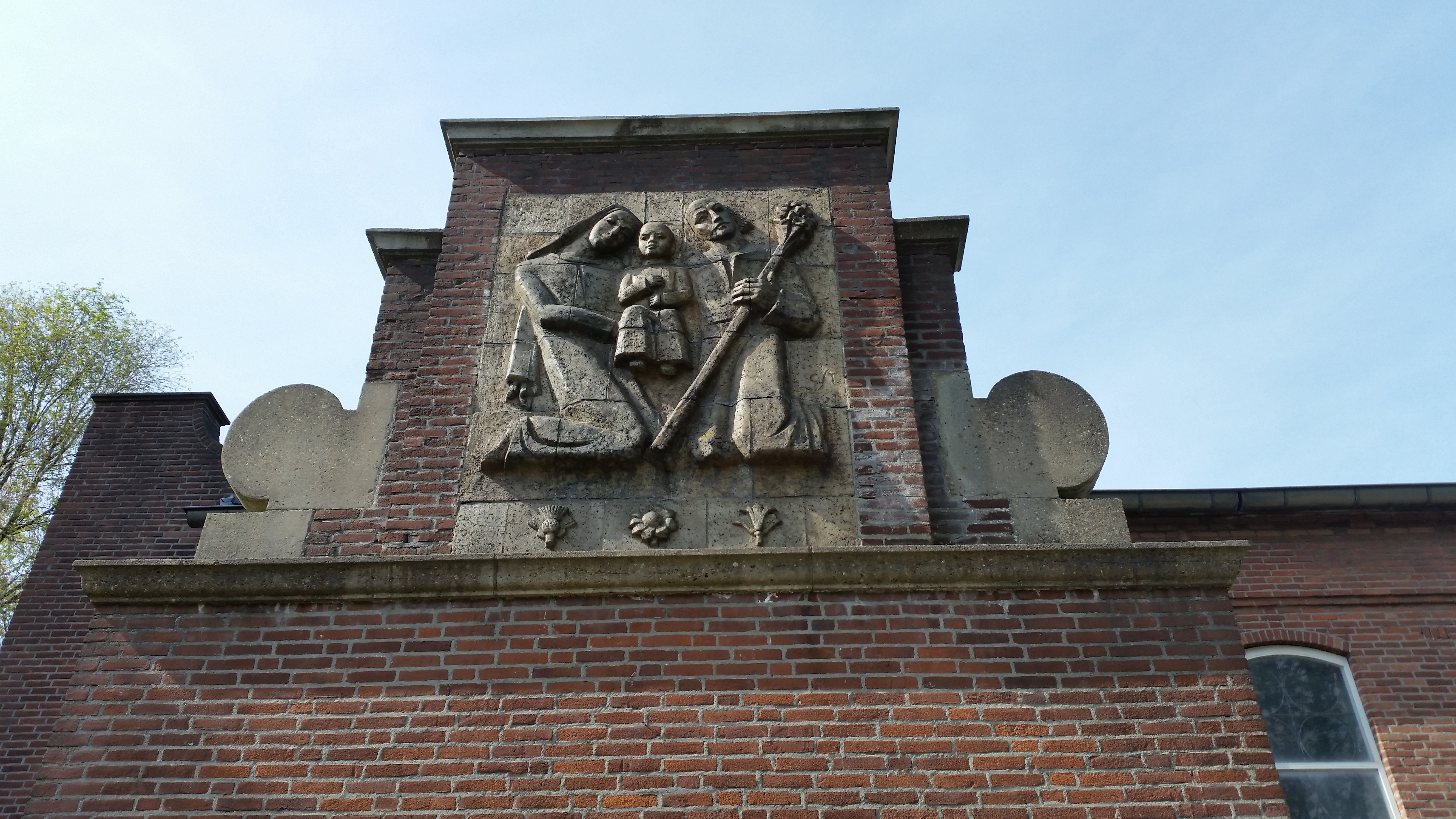
Heilige Familie van Stauthamer (april 2020)